# Das ist alles von der Kunstfreiheit gedeckt
Das ist alles von der Kunstfreiheit gedeckt ist ein aus der Ich-Perspektive geschriebenes Lied des Rappers Danger Dan. Der melodisch vorgetragene Text erklärt dem Zuhörer, es gehe in dem Stück darum, „die Grenzen auszuloten, was erlaubt und was verboten“ ist. Das Musikstück erschien am 26. März 2021 als erste Singleauskopplung aus seinem gleichnamigen Album bei dem eigenen Musiklabel seiner Band Antilopen Gang.

## Hintergrund
Die Idee zu dem Lied kam Danger Dan laut eigener Aussage nach einem Treffen mit Jean Peters und weiteren Gästen aus Kunst, Kultur und Medien, bei dem unter anderem über Spielräume der Kunstfreiheit diskutiert wurde. Der Text stammt von Danger Dan, die Musik von Danger Dan und Jasmin Stocker. Es erschien auf Antilopen Geldwäsche, dem bandeigenen Musiklabel von Danger Dans Band Antilopen Gang.

## Musikalisches und Inhalt
Musikalisch beginnt Das ist alles von der Kunstfreiheit gedeckt im Stil einer Klavierballade; der Gesang wird nahezu ausschließlich vom Piano begleitet, erst gegen Ende des Liedes setzen Streichinstrumente ein. Das Lied ist in Strophe-Refrain-Form aufgebaut. Inhaltlich behandelt der Song die namensgebende Kunstfreiheit im Rahmen einer Abrechnung mit der Neuen Rechten, Antisemitismus und Rassismus.
Die ersten beiden Strophen beschreiben als Praeteritio im Konjunktiv, der durch die relativierende Einleitung „mal ganz spekulativ“ noch verstärkt wird, verbale Angriffe gegen Vertreter von Verschwörungstheorien sowie rechter Ideologien. Namentlich genannt werden Jürgen Elsässer, Götz Kubitschek, Ken Jebsen und Alexander Gauland. Der Refrain betont spöttisch die Zulässigkeit solcher Angriffe:

„Juristisch wär’ die Grauzone erreicht

Doch vor Gericht machte ich es mir wieder leicht

Zeig mich an und ich öffne einen Sekt

Das ist alles von der Kunstfreiheit gedeckt“

Die zweite Strophe enthält auch eine Anspielung auf das Gedicht Rosen auf den Weg gestreut von Kurt Tucholsky aus dem Jahr 1931.
In der vierten Strophe wechselt Danger Dan in den Indikativ; er bekräftigt seine Verurteilung der vorher genannten Personen und Positionen und stellt am Ende die Frage nach der Notwendigkeit von Militanz gegen Faschisten angesichts rechter Tendenzen in der Polizei. Dabei wird auf den Tod von Oury Jalloh und die Rolle der Geheimdienste bei der Entstehung des NSU verwiesen.
Vor Veröffentlichung des Liedes zeigte Danger Dan das Lied seiner Anwältin und befreundeten Juristen, um sich die rechtliche Unbedenklichkeit bestätigen zu lassen.
Im Februar 2024 veröffentlichte Danger Dan zusammen mit Musikern des Wiener Volkstheaters eine auf Österreich gemünzte Version, in der unter anderem auf den bekennenden Antisemiten und ehemaligen Wiener Bürgermeister Karl Lueger, den rechtsextremen Martin Sellner und den bis 2019 für die rechtspopulistische FPÖ aktiven Politiker Heinz-Christian Strache Bezug genommen wird.

## Liveauftritte
Zusammen mit dem Pianisten Igor Levit trug Danger Dan Das ist alles von der Kunstfreiheit gedeckt am 9. April 2021 im ZDF Magazin Royale vor.

## Musikvideo
Das Musikvideo zu Das ist alles von der Kunstfreiheit gedeckt wurde von David Bruchmann im Theater Aachen gedreht. Es zeigt Danger Dan mit einer Kalaschnikow spielend am Klavier. Bei YouTube wurde das Video innerhalb der ersten beiden Wochen nach Veröffentlichung 1,3 Millionen Mal aufgerufen. Das Original-Video und der Fernseh-Mitschnitt verzeichnen bis heute mehr als 21 Millionen Aufrufe (Stand: Juni 2025).

## Rezensionen
Das ist alles von der Kunstfreiheit gedeckt erfuhr ein breites Medienecho. Viele Kritiker deuten das Lied im Kontext mit der Zunahme politisch motivierter Angriffe auf Kunst- und Kulturprojekte als „raffinierte Metapher auf die Strategien der neurechten Szene, die sich nach eigenen menschenverachtenden Äusserungen gerne auf die Freiheitsrechte beruft“. Der Musikexpress hält den Song für eine „Provokation, Kampfansage und gleichzeitig eine Ode an die Kunst und ihre Waffen“. Musikjournalist Alex Barbian beschreibt das Lied als „balladenartig-kabarettistische Form der Kunstperformance“ und bezeichnet Danger Dan in diesem Zusammenhang als eine Mischung aus „Hannes Wader und Comedian Harmonists“. Der Song sei deshalb so interessant, „weil die durch die Kunstfreiheit gedeckte Grenzüberschreitung schon im Songtitel stecke und damit sehr bewusst in den Fokus gestellt werde. Zum anderen, weil im Stück viele politische Kampfansagen stecken, die sehr konkret an verschiedene Führungsfiguren der Neuen Rechten, die Polizei und den Verfassungsschutz gerichtet sind“, so der Kritiker weiter.
Rechtliche Bewertung
Der Medienrechtsanwalt Christian Solmecke veröffentlichte auf dem YouTube-Kanal seiner Kanzlei ein Video, in dem er den provokanten Liedtext rechtlich beurteilt. Er kommt zu dem Schluss, dass das Lied größtenteils nicht zu beanstanden sei, an manchen Stellen aber Diskussionsbedarf bestehe. Sein Video wurde zunächst vom YouTube-Algorithmus zurückgehalten.
Ein auf dem Webportal Verfassungsblog veröffentlichter Fachbeitrag untersucht aus der übergeordneten Perspektive des „Kulturkampfs von Rechts“ die als gezielte Instrumentalisierung parlamentarischer Anfragen bewertete Beschwerde des ehemaligen AfD-Politikers Frank Pasemann, in dem Lied würden „Andersdenkende und Oppositionelle (etwa Vorsitzende von Bundestagsfraktionen […])“ verunglimpft. Hierzu wird erklärt, aus der Verpflichtung staatlicher Organe zur parteipolitischen Neutralität lasse sich keine vergleichbare Neutralitätspflicht staatlich geförderter Künstler ableiten, da staatliche Förderung Künstler nicht zu Amtsträgern mache. Die „Neutralität“ der staatlichen Kulturförderung basiere auf politisch möglichst neutralen Auswahlverfahren, nicht auf der Auswahl politisch „neutraler“ Künstler. Eine Verknüpfung staatlicher Förderung mit politischen Neutralitätspflichten würde zu einer weitreichenden Aushöhlung der ökonomischen Grundlagen der Kunstfreiheit führen und sei daher abzulehnen.

## Kommerzieller Erfolg

### Preise
Am 6. Oktober 2021 wurde das Lied mit einem Preis für Popkultur in der Kategorie Lieblingslied ausgezeichnet. Damit setzte sich das Stück gegen Dussmann (Betterov), Girls Like Us (Zoe Wees), Mädchen sind die schönsten Jungs (Drangsal) und Niemals Stress mit Bullen (Nura) durch.

### Charts und Chartplatzierungen
Das ist alles von der Kunstfreiheit gedeckt stieg am 2. April 2021 auf Platz 69 in die deutschen Singlecharts ein. Es ist Danger Dans erster Charterfolg in diesen Charts. In der dritten Chartwoche erreichte das Lied mit Platz 25 seine Höchstposition. In den Ö3 Austria Top 40 wurde Platz 62 erreicht. Auch hier ist es Danger Dans erster Charterfolg.
| ChartsChartplatzierungen | Höchstplatzierung | Wochen |
| ------------------------ | ----------------- | ------ |
| Deutschland (GfK)        | 25 (8 Wo.)        | 8      |
| Österreich (Ö3)          | 62 (3 Wo.)        | 3      |